# Carlotta Amalia d'Assia-Kassel
Carlotta Amalia d'Assia-Kassel (Kassel, 27 aprile 1650 – Copenaghen, 27 marzo 1714) fu la regina consorte di Danimarca e Norvegia.

## Biografia

### Formazione

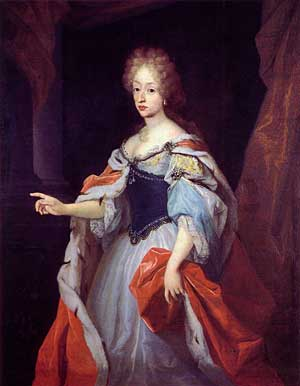
Olio appeso a Frederiksborg raffigurante Carlotta Amalia con abiti dell'incoronazione

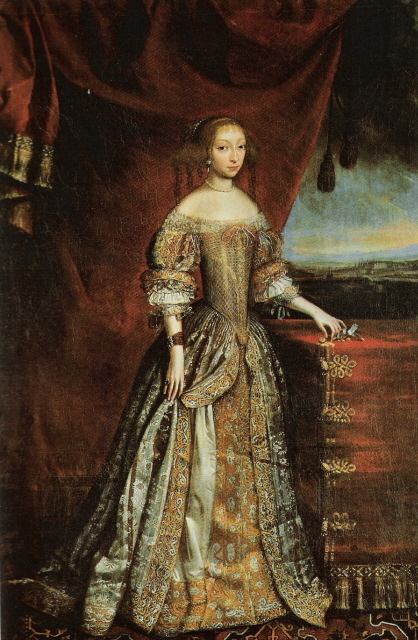
Ritratto come Regina di Danimarca di Salomon Duarte

Nacque a Kassel nell'Assia in Germania. Carlotta Amalia era figlia di Guglielmo VI d'Assia-Kassel e di Edvige Sofia di Brandeburgo. Tramite la madre era imparentata con la dinastia degli Hohenzollern. Ricevette una buona formazione in Italiano, Francese, geografia e filosofia. La madre era una rigorosa osservante del calvinismo, e politicamente orientata verso il Brandeburgo, ed esercitò una notevole influenza sulle opinioni della figlia. Il suo matrimonio venne organizzato dalla sua futura suocera, desiderosa di avere una nuora sottoposta al suo controllo. Cosicché nel 1665 il futuro sposo venne inviato nell'Assia-Kassel per conoscerla. Le negoziazioni furono lunghe, soprattutto a causa delle questioni religiose. 
Il 25 giugno 1667 sposò il principe ereditario di Danimarca Cristiano.

### Regina
Nel 1670 il marito salì al trono e lei divenne regina. Carlotta Amalia apparteneva alla Chiesa riformata, e nel suo contratto di nozze venne esentata dall'obbligo di convertirsi al Luteranesimo, nonostante questo suscitasse disprezzo nei suoi confronti, e l'esenzione avesse faticato non poco per essere accolta dai danesi. Carlotta Amalia rimase riformata anche dopo il suo matrimonio con Cristiano, che pure era a capo della Chiesa luterana danese, riuscendo a dispensare lei stessa e la sua corte dall'obbligo di convertirsi al Luteranesimo. Inoltre finanziò personalmente la costruzione della prima chiesa riformata in Danimarca. Forte fu però nei suoi confronti, l'opposizione del clero luterano, a tal punto che lei non venne mai incoronata ufficialmente Regina. Inoltre non riuscì ad andare d'accordo con la suocera, scontrandosi con lei per questioni d'etichetta. Inoltre, appoggiò il rilascio di Leonora Cristina di Schleswig-Holstein.
Tuttavia suo marito impedì che Carlotta Amalia potesse esercitare una maggiore influenza politica, perché voleva evitare che la sposa assumesse la medesima influenza giocata dalla precedente Regina, e poiché disprezzava le sue simpatie per il Brandeburgo. Cristiano giunse a collocare una spia, Justine Cathrine Rosenkrantz, tra le dame d'onore della moglie. Comunque Carlotta Amalia non rimase del tutto priva d'influenza politica, e riuscì anzi ad ottenere qualche diritto per i seguaci della sua fede in Danimarca, nel 1685. Ella viene descritta come una donna affascinante e con grande tatto, anche se non bella. Riuscì ad apprendere la lingua danese, cosa che fu molto apprezzata. Il suo rapporto con Cristiano non raggiunse mai le dimensioni dell'amore - egli le fu costantemente infedele durante tutta la durata del matrimonio, e la sua relazione con Sofia Amalia Moth iniziò nel 1672 – ma ciò nonostante si mantenne nei termini di un'amicizia salda e reciprocamente rispettosa. Carlotta Amalia non venne messa da parte o ignorata a Corte, ma godette in pieno del suo status di regina, divenendo anzi molto popolare presso i suoi sudditi. Molto legata ai suoi figli, venne descritta come una buona madre.

### Ultimi anni
La popolarità di Carlotta Amelia aumentò quando Carlo XII di Svezia invase l'isola di Selandia, nel 1700. Infatti la regina partecipò personalmente all'organizzazione della difesa di Copenaghen, rafforzando il convincimento dei cittadini nel rivolgersi direttamente a loro affinché perseguissero nella resistenza, e convincendo il comandante della città ad ordinare il pubblico accesso ai cannoni. Per questa sua impresa, venne acclamata come un'eroina.
Carlotta Amalia è conosciuta inoltre per essere stata protettrice della famosa Marie Grubbe e del suo ex amante, quando la donna divorziò e si risposò con lui, compiendo una scelta che la rese una reietta. La regina però diede rifugio alla coppia, ospitandola nelle sue proprietà personali. Difatti, ella possedette diversi poderi in tutta la Danimarca, e li amministrò con abilità.
Alla morte del marito, nel 1699, si trasferì nel Palazzo di Charlottenborg, da lei acquistato, dove visse fino alla propria morte. Il palazzo prese tale nome da lei, e dal 1754 ospitò la Reale Accademia Danese delle Arti. Inoltre la città di Charlotte Amalie nelle Isole Vergini Americane, ebbe tale nome in suo onore.
Morì nel 1714 e venne sepolta nella Cattedrale di Roskilde.

## Discendenza
Dal matrimonio con Cristiano nacquero sette figli:
- Federico IV di Danimarca (1671-1730);
- Cristiano (1672-1673);
- Cristiano di Danimarca (1675-1695);
- Sofia Edvige di Danimarca (1677-1735);
- Cristiana (1679-1689);
- Carlo (1680-1729);
- Guglielmo (1687-1705).

## Ascendenza
|                                            |                                    |                                        | Genitori                            |  |  | Nonni |  |  | Bisnonni                |  |  | Trisnonni                   |  |
|                                            |                                    |                                        |                                     |  |  |       |  |  | Maurizio d'Assia-Kassel |  |  | Guglielmo IV d'Assia-Kassel |  |
|                                            |                                    |                                        |                                     |  |  |       |  |  | Maurizio d'Assia-Kassel |  |  | Guglielmo IV d'Assia-Kassel |  |
|                                            |                                    | Sabina di Württemberg                  |                                     |  |  |       |  |  | Maurizio d'Assia-Kassel |  |  |                             |  |
| Guglielmo V d'Assia-Kassel                 |                                    |                                        |                                     |  |  |       |  |  | Maurizio d'Assia-Kassel |  |  |                             |  |
|                                            |                                    | Agnese di Solms-Laubach                | Giovanni Giorgio di Solms-Laubach   |  |  |       |  |  |                         |  |  |                             |  |
|                                            |                                    | Agnese di Solms-Laubach                | Giovanni Giorgio di Solms-Laubach   |  |  |       |  |  |                         |  |  |                             |  |
|                                            |                                    | Agnese di Solms-Laubach                | Margherita di Schönburg-Glauchau    |  |  |       |  |  |                         |  |  |                             |  |
| Guglielmo VI d'Assia-Kassel                |                                    | Agnese di Solms-Laubach                |                                     |  |  |       |  |  |                         |  |  |                             |  |
|                                            |                                    | Filippo Luigi II di Hanau-Münzenberg   | Filippo Luigi I di Hanau-Münzenberg |  |  |       |  |  |                         |  |  |                             |  |
|                                            |                                    | Filippo Luigi II di Hanau-Münzenberg   | Filippo Luigi I di Hanau-Münzenberg |  |  |       |  |  |                         |  |  |                             |  |
|                                            |                                    | Filippo Luigi II di Hanau-Münzenberg   | Maddalena di Waldeck                |  |  |       |  |  |                         |  |  |                             |  |
| Amalia Elisabetta di Hanau-Münzenberg      |                                    | Filippo Luigi II di Hanau-Münzenberg   |                                     |  |  |       |  |  |                         |  |  |                             |  |
|                                            |                                    | Caterina Belgica di Nassau             | Guglielmo I d'Orange                |  |  |       |  |  |                         |  |  |                             |  |
|                                            |                                    | Caterina Belgica di Nassau             | Guglielmo I d'Orange                |  |  |       |  |  |                         |  |  |                             |  |
|                                            |                                    | Caterina Belgica di Nassau             | Carlotta di Borbone-Montpensier     |  |  |       |  |  |                         |  |  |                             |  |
| Carlotta Amalia d'Assia-Kassel             |                                    | Caterina Belgica di Nassau             |                                     |  |  |       |  |  |                         |  |  |                             |  |
|                                            | Giovanni Sigismondo di Brandeburgo | Gioacchino III Federico di Brandeburgo |                                     |  |  |       |  |  |                         |  |  |                             |  |
|                                            | Giovanni Sigismondo di Brandeburgo | Gioacchino III Federico di Brandeburgo |                                     |  |  |       |  |  |                         |  |  |                             |  |
|                                            | Giovanni Sigismondo di Brandeburgo | Caterina di Brandeburgo-Küstrin        |                                     |  |  |       |  |  |                         |  |  |                             |  |
| Giorgio Guglielmo di Brandeburgo           | Giovanni Sigismondo di Brandeburgo |                                        |                                     |  |  |       |  |  |                         |  |  |                             |  |
|                                            |                                    | Anna di Prussia                        | Alberto Federico di Prussia         |  |  |       |  |  |                         |  |  |                             |  |
|                                            |                                    | Anna di Prussia                        | Alberto Federico di Prussia         |  |  |       |  |  |                         |  |  |                             |  |
|                                            |                                    | Anna di Prussia                        | Maria Eleonora di Jülich-Kleve-Berg |  |  |       |  |  |                         |  |  |                             |  |
| Edvige Sofia di Brandeburgo                |                                    | Anna di Prussia                        |                                     |  |  |       |  |  |                         |  |  |                             |  |
|                                            |                                    | Federico IV del Palatinato             | Ludovico VI del Palatinato          |  |  |       |  |  |                         |  |  |                             |  |
|                                            |                                    | Federico IV del Palatinato             | Ludovico VI del Palatinato          |  |  |       |  |  |                         |  |  |                             |  |
|                                            |                                    | Federico IV del Palatinato             | Elisabetta d'Assia                  |  |  |       |  |  |                         |  |  |                             |  |
| Elisabetta Carlotta del Palatinato-Simmern |                                    | Federico IV del Palatinato             |                                     |  |  |       |  |  |                         |  |  |                             |  |
|                                            |                                    | Luisa Giuliana di Nassau               | Guglielmo I d'Orange                |  |  |       |  |  |                         |  |  |                             |  |
|                                            |                                    | Luisa Giuliana di Nassau               | Guglielmo I d'Orange                |  |  |       |  |  |                         |  |  |                             |  |
|                                            |                                    | Luisa Giuliana di Nassau               | Carlotta di Borbone-Montpensier     |  |  |       |  |  |                         |  |  |                             |  |
|                                            |                                    | Luisa Giuliana di Nassau               |                                     |  |  |       |  |  |                         |  |  |                             |  |